# Felső-Szép-völgyi-medence
A Felső-Szép-völgyi-medence Budapest II. és III. kerületében található. Kis süllyedék, ami a Hármashatár-hegy déli oldalának dolomitrögei között alakult ki északnyugat-délkelet irányban. Kiscelli agyag tölti ki, aminek a felszínén eltérő vastagságban lösz és kőzettörmelékes löszszerű üledék van. Határai északról a Hármashatár-hegy, nyugatról az Újlaki-hegy és a Kecske-hegy, délről a Látó-hegy és a Remete-hegy, keletről a Tábor-hegy és a Felső-Kecske-hegy. Dél felé a Remete-hegy és a Látó-hegy közötti szurdokszerű völgyszakasszal kapcsolódik a Pál-völgyhöz. A csapadékból származó vizeit a már befedett mélyedésű Szépvölgyi-Pál-völgyi-árok vezeti a Duna felé. A medence felszíne hullámos, erdő, rétek és szántóföldek találhatóak itt.